# Statham
Statham és una població dels Estats Units a l'estat de Geòrgia. Segons el cens del 2000 tenia 2.040 habitants.

## Demografia
Segons el cens del 2000, Statham tenia 2.040 habitants, 731 habitatges, i 551 famílies. La densitat de població era de 223,1 habitants/km².
Dels 731 habitatges en un 38,7% hi vivien nens de menys de 18 anys, en un 56,4% hi vivien parelles casades, en un 14,4% dones solteres, i en un 24,6% no eren unitats familiars. En el 20,1% dels habitatges hi vivien persones soles el 7,9% de les quals corresponia a persones de 65 anys o més que vivien soles. El nombre mitjà de persones vivint en cada habitatge era de 2,73 i el nombre mitjà de persones que vivien en cada família era de 3,13.
Per edats la població es repartia de la següent manera: un 27,7% tenia menys de 18 anys, un 8,9% entre 18 i 24, un 33,1% entre 25 i 44, un 18,8% de 45 a 60 i un 11,4% 65 anys o més.
L'edat mediana era de 32 anys. Per cada 100 dones de 18 o més anys hi havia 88,5 homes.
La renda mediana per habitatge era de 40.111 $ i la renda mediana per família de 40.882 $. Els homes tenien una renda mediana de 31.957 $ mentre que les dones 21.995 $. La renda per capita de la població era de 15.783 $. Entorn del 10,4% de les famílies i el 12,7% de la població estaven per davall del llindar de pobresa.

## Poblacions més properes
El següent diagrama mostra les poblacions més properes.